# Taro Urabe
Taro Urabe (jap. 卜部 太郎 Urabe Tarō; ur. 11 lipca 1977) – japoński piłkarz występujący na pozycji napastnika.

## Kariera klubowa
Od 1996 do 1999 roku występował w klubach Cerezo Osaka i Montedio Yamagata.